# Elea (Eólida)

Mapa con algunas de las principales antiguas ciudades griegas de Eólida, en la zona septentrional de Asia Menor. Elea figura al este de Pitane.

Elea (en griego Ἐλαία) fue una antigua ciudad griega en la región de Eólida, Anatolia. La ubicación no está determinada de forma precisa, pero está cerca de Zeytindağ, localidad de la provincia de Esmirna, en Turquía. 
Según los escritos dejados por Esteban de Bizancio, también fue llamada Cidenis (en griego Κιδαινίς), y fue fundada por Menesteo; pero parece probable que exista un error en la lectura de Cidenis. Estrabón recoge la tradición, la misma que Esteban de Bizancio tomó de él, de que fue un asentamiento fundado por el mencionado rey de Atenas y los atenienses que se le unieron en la guerra de Troya. Añade que distaba 60 estadios de la polis de Grinio y que disponía de un puerto y de un fondeadero de los reyes atálidas. Asimismo informa que Elea estaba a doce estadios al sur de la desembocadura del Caico, y a 120 de Pérgamo. Según el geógrafo griego, el Caico desembocaba en el golfo llamado Elaítes (golfo Elaítico), Elaiticus Sinus en latín. Estrabón se refiere a este golfo como parte del golfo de Adramitio, pero de forma incorrecta. 
Elea acuñó monedas con el busto y el nombre de Menesteo. Entre 460 y 400 a. C emitió monedas de plata, y de bronce a partir de 340 a. C. En uno de los varios tipos de piezas de plata, se representaba en el anverso la cabeza de Atenea tocada con un casco con cresta, y en el reverso figuraba una corona de olivo con la leyenda ΕΛΑΙ.
Hubo un asentamiento de pueblos nativos de la costa noroccidental de Anatolia previo a La colonización eolia, al igual que en Mirina, Pitane y Grinio. Algunos argumentan que existen algunas evidencias de su origen ateniense; pero otros, incluido William Smith, desestiman la conexión. Heródoto no nombra a Elea en la lista de las primeras fundaciones de las ciudades eolias. Estrabón dice que el Golfo Elaítico terminaba en un promontorio llamado Hidra, y en el lado opuesto estaba el cabo de Harmatunte. Estima la anchura entre esos dos puntos en 80 estadios. Tucídides, en un pasaje que relata la singladura de la flota peloponesia dirigida por Míndaro por el Helesponto y las costas minorasíticas en vísperas de la batalla de Cinosema (411 a. C.), dice que «Harmatunte está situada en la parte del continente enfrente de Metimna». Según Juan José Torres Esbarranch, Harmatunte solo aparece en la obra del historiador ateniense, y «se suele situar en la costa septentrional del golfo de Edremit, en la bahía de Sivrice».
El emplazamiento exacto de Elea es incierto. William Martin Leake, en su mapa, lo fija en un lugar llamado Klisei, en dirección sur hacia Pérgamo. Escílax de Carianda, Pomponio Mela, Plinio el Viejo, y Ptolomeo, mencionan Elea, pero no precisan el lugar exacto de la ubicación. La única conclusión obtenida de dichos autores es que el Caico desembocaba entre Pitane y Elea. Pausanias de manera imprecisa indica que «es el primer pueblo en la Eólida bajando desde el llano del Caico hacia el mar».
Los editores del Barrington Atlas of the Greek and Roman World, sitúan Elea cerca de la moderna población de Zeytindağ.
Elea formó parte de la Confederación de Delos, según testimonian las listas de tributos que la mencionan por su topónimo y por su étnico. El phoros que pagó anualmente a la Confederación entre 454/453 a. C. y 421/420 a. C., ascendía a 1000 dracmas.
Pausanias menciona una estatua de Zeus sin barba, ofrendada por Elea a la ciudad de Olimpia.
El nombre de Elea aparece en la historia de los reyes de Pérgamo. Estrabón detalla que todo aquel que llegara a Pérgamo desde el mar avistaría Elea.
Uno de los pasajes de Tito Livio muestra que había una pequeña colina, un túmulo en realidad, cerca de Elea, y que la ciudad estaba emplazada en un valle y estaba amurallada. En época del emperador romano Trajano,  fue dañada por un terremoto que afectó también a la ciudad de Pitane.